# Escuela de rock
Escuela de Rock (en idioma inglés, School of Rock) es una película estadounidense de comedia musical de 2003, dirigida por Richard Linklater, producida por Paramount Pictures y Nickelodeon Movies y protagonizada por Jack Black. 

## Argumento
No Vacancy, una banda de rock, se presenta en un club nocturno. El guitarrista Dewey Finn crea payasadas en escena, incluida una inmersión en escena que termina abruptamente la actuación. A la mañana siguiente, Dewey se despierta en el departamento donde vive con Ned Schneebly y su novia, Patty Di Marco. Estos le informan que debe compensar su parte del alquiler o mudarse. Cuando Dewey se encuentra con No Vacancy en una sesión de ensayo, descubre que ha sido reemplazado por otro guitarrista, llamado Spider. Más tarde, mientras intenta vender parte de su equipo para conseguir dinero, Dewey responde una llamada telefónica de Rosalie Mullins, la directora de una escuela primaria, preguntando por Ned sobre un puesto a corto plazo como maestro sustituto. Desesperado por dinero, Dewey se hace pasar por Ned y es contratado. En su primer día en la escuela, Dewey adopta el nombre de "Sr. S" y pasa su primer día comportándose erráticamente, para gran confusión de la clase.
Al día siguiente, Dewey escucha una clase de música proveniente de una de las aulas de la escuela. Intrigado, decide seguir el sonido hasta dar con el lugar. Desde una ventana de la puerta de un salón, descubre que varios de sus estudiantes son en realidad talentosos músicos, aun cuando no tocan rock. En ese instante, Dewey cuando diseña un nuevo plan: formar una nueva banda de rock para una audición para Battle of the Bands. Él recluta a Zack Mooneyham como guitarrista principal, Freddy Jones como baterista, la violonchelista Katie al bajo, Lawrence al teclado y él mismo como vocalista y guitarrista principal. Asigna al resto de la clase a varios roles de cantantes de apoyo, groupies, roadies, con Summer Hathaway como mánager de la banda. El proyecto retoma las lecciones normales, pero ayuda a los estudiantes a adoptar sus talentos y superar sus problemas. Conoce a Lawrence, un chico que se siente nerd, y le preocupa no ser lo suficientemente "cool" para la banda. También a Zack, cuyo padre estricto desaprueba la música rock, y Tomika, una chica con sobrepeso que es demasiado tímida para audicionar como cantante, pese a que tiene una increíble voz. Durante una lección elocuente, les enseña a los niños que el rock and roll, más que un gusto musical es una forma de encarar la vida desde la música. Las "groupies" Michelle y Eleni, con la aprobación de Summer, lanzan el nombre de la banda "The School of Rock".
Dos semanas después de su contratación, Dewey se escabulle de la escuela junto a los miembros clave de la banda para audicionar un lugar en la competencia, mientras que el resto de la clase se queda para mantener la coartada. Cuando Freddy se va, Dewey lo recupera, pero el grupo es rechazado porque el proyecto de ley está lleno. Después de que Summer engaña al personal para que piense que tiene una enfermedad terminal, la banda logra audicionar. Al día siguiente, Mullins decide verificar el progreso de enseñanza de Dewey, lo que obliga a Dewey a enseñar el material real. Mullins explica que la noche de los padres tendrá lugar en la escuela el día antes de la Batalla de las Bandas, lo que hace que Dewey se preocupe un poco.
A medida que Dewey se prepara para la noche de los padres, Ned recibe un cheque de la escuela por correo, y pronto se da cuenta de que Dewey se hizo pasar por él. Durante la reunión de padres, los mismos padres desconcertados se preguntan qué le ha enseñado Dewey a los niños, luego de ver que sus hijos se la pasan hablando de música y de rock, y que hasta algunos quieren ser músicos de grandes. Hasta que Ned, Patty y la policía se enfrentaran a Dewey. Con Mullins irrumpiendo para preguntar qué está pasando, Dewey -resignado- revela su verdadera identidad, admite que no es un maestro con licencia, que su propósito era formar una banda de rock para ganar dinero, pero a su vez le exhorta a los padres a que se sientan orgullosos de sus hijos ya que han demostrado poseer un talento impresionante. Es ahí cuando Dewey huye a su departamento. Él y Patty discuten y Ned interviene, sin embargo, Ned sugiere que Dewey se mude.
A la mañana siguiente, los padres se enfurecen frente a Mullins en su oficina, mientras que los niños, pese a conocer la triste realidad, deciden no dejar que su arduo trabajo se desperdicie. Cuando el nuevo sustituto descubre que los niños están desaparecidos, informa a Mullins, y ella y los padres van en busca de ellos. Un autobús escolar viene a recoger a Dewey, quien lleva a los niños a la Batalla de las Bandas y decide que tocan la canción escrita por Zack anteriormente. Inicialmente descartado como un truco, la banda gana a toda la multitud. Para consternación de Dewey, No Vacancy gana, pero la audiencia canta para School of Rock y exige un bis.
Algún tiempo después se ha abierto un programa extracurricular conocido como la Escuela de Rock, ya que Dewey continúa entrenando a los estudiantes con los que estuvo antes, mientras Ned enseña a los principiantes, a medida que avanzan los créditos.

## Reparto

### Miembros de la banda "School of Rock"
- Jack Black,  Dewey Finn (cantante y guitarra), guitarrista enérgico y con poca suerte.
- Miranda Cosgrove, Summer "Campanilla" Hathaway (mánager del grupo), delegada de clase.
- Kevin Clark, Freddy "Loco McGee" Jones (batería).
- Joey Gaydos Jr., Zack "Zack-Attack" Mooneyham (guitarrista).
- Robert Tsai, Lawrence "Sr. Guay" (teclados)
- Rivkah Reyes, Katie "Spice Pija" (bajo).
- Aleisha Allen, Alicia "Bocahierros" (cantante).
- Brian Falduto, Billy "Cursinolis" (estislita del grupo).
- Caitlin Hale, Marta "Blondie" (cantante).
- Maryam Hassan, Tomika "Bocatapavo" (cantante).
- Zachary Infante, Gordon "Correcaminos" (asistente, luces).
- James Hosey, Marco "Zanahorio" (asistente, efectos especiales).
- Jordan-Claire Green, Michelle (groupie).
- Veronica Afflerbach, Eleni (groupie).
- Angelo Massagli, Frankie "Tío duro" (seguridad).
- Cole Hawkins, Leonard "Tapón" (seguridad).

### Demás personajes
- Joan Cusack, Rosalie "Roz"
- Amy Sedaris, Mrs. Haynish
- Mike White, Ned Schneebly, compañero de piso y mejor amigo de Dewey.
- Sarah Silverman, Patty Di Marco, es la dominante novia de Ned.
- Adam Pascal, Theo (cantante y guitarrista).
- Lucas Babin, Spider (guitarrista).
- Lucas Papaelias, Neil (bajo).
- Frank Whaley, director de la Batalla de Bandas (sin acreditar).
- Chris Stack, Doug
- Lee Wilkof, Sr. Green
- Tim Hopper, padre de Zach
- Heather Goldenhersh, Sheila
- Lucas Papaelias, Neil
- Nicky Katt, Razor
- Suzanne Douglas, madre de Tomika
- Kim Brockington, madre de Leonard

## Controversia

### Doblaje de la película en España
El doblaje realizado en España por el cantante y actor Dani Martín (exintegrante de la banda El Canto del Loco) del personaje protagonizado por Jack Black, fue duramente criticado, básicamente por la impostación de su voz. En 2018, durante una entrevista en el programa La resistencia, Martín pidió disculpas, y afirmó no ser un actor de doblaje: "tuve que doblar esa película con un tipo norteamericano al lado que me hacía poner un acento cantadito que era horrible (...)".

## Música

### Banda sonora
La banda sonora de la película se publicó el 30 de septiembre de 2003. El director de la película Richard Linklater recorrió el país en búsqueda de músicos de 11 años de edad, capaces de interpretar los temas de rock que se escuchan en la película y que forman parte de su banda sonora. Sammy James Jr., productor, compositor y fundador del grupo de rock The Mooney Suzuki, escribió junto a Mike White el tema School of Rock, que interpretan Jack Black y los niños al final de la película.

#### Listado de canciones
| N.º | Título                                                                     | Artista                                      | Duración |  |
| 1.  | «School of Rock»                                                           | School of Rock cast (with The Mooney Suzuki) | 4:14     |  |
| 2.  | «Your Head and Your Mind and Your Brain» (diálogo)                         | Jack Black                                   | 0:36     |  |
| 3.  | «Substitute»                                                               | The Who                                      | 3:47     |  |
| 4.  | «Fight»                                                                    | No Vacancy                                   | 2:35     |  |
| 5.  | «Touch Me»                                                                 | The Doors                                    | 3:10     |  |
| 6.  | «I Pledge Allegiance to the Band...» (diálogo)                             | Jack Black                                   | 0:49     |  |
| 7.  | «Sunshine of Your Love»                                                    | Cream                                        | 4:10     |  |
| 8.  | «Immigrant Song»                                                           | Led Zeppelin                                 | 2:23     |  |
| 9.  | «Set You Free»                                                             | The Black Keys                               | 2:44     |  |
| 10. | «Edge of Seventeen»                                                        | Stevie Nicks                                 | 5:26     |  |
| 11. | «Heal Me, I'm Heartsick»                                                   | No Vacancy                                   | 4:46     |  |
| 12. | «Growing on Me»                                                            | The Darkness                                 | 3:29     |  |
| 13. | «Ballrooms of Mars»                                                        | T. Rex                                       | 4:08     |  |
| 14. | «Those Who Can't Do...» (diálogo)                                          | Jack Black                                   | 0:41     |  |
| 15. | «My Brain Is Hanging Upside Down (Bonzo Goes To Bitburg)»                  | Ramones                                      | 3:53     |  |
| 16. | «T.V. Eye»                                                                 | The Stooges                                  | 5:22     |  |
| 17. | «It's a Long Way to the Top (If You Wanna Rock 'n' Roll)» (covering AC/DC) | School of Rock cast                          | 5:51     |  |
| 18. | «Back in Black»                                                            | AC/DC                                        | 4:14     |  |

### Reconocimientos
La banda sonora fue nominada a la categoría de Best Compilation Soundtrack Album for a Motion Picture, Television or Other Visual Media en los Premios Grammy de 2004.

### Otras canciones
Durante la película se nombran numerosos grupos y cantantes de rock, como Jimi Hendrix, The Beatles, Motörhead, Kurt Cobain y  White Stripes entre otros. Además, el protagonista hace referencia a otros muchos temas musicales, algunos de los cuales pueden escucharse como parte de la banda sonora de la película.
| - Concierto de Aranjuez, de Joaquín Rodrigo - "For Those About to Rock (We Salute You)" por AC/DC (Dewey usa la letra en un discurso a la clase) - "Fight" por No Vacancy - "Stay Free" por The Clash - "Touch Me" por The Doors - "Do You Remember Rock 'n' Roll Radio?" (cover de Ramones) por Kiss - "Sunshine of Your Love" por Cream - "Back in Black" por AC/DC - "Iron Man" por Black Sabbath (riff que Dewey le toca a Zack) - "Highway to Hell" por AC/DC (riff que Dewey le toca a Zack) - "Smoke on the Water" por Deep Purple (riff que Dewey le toca a Zack) - "Substitute" por The Who - "Greatest Love of All" por Whitney Houston (Dewey menciona la letra como su razón para no hacer la prueba) - "Roadrunner" por The Modern Lovers - "My Brain Is Hanging Upside Down (Bonzo Goes to Bitburg)" por Ramones | - "The Wait" (cover de Killing Joke) por Metallica - "Sad Wings" por Brand New Sin - "Mouthful of Love" por Young Heart Attack - "Black Shuck" por The Darkness - "Immigrant Song" por Led Zeppelin - "Set You Free" por The Black Keys - "Edge of Seventeen" por Stevie Nicks - "Ballrooms of Mars" por T. Rex - "Moonage Daydream" por David Bowie - "TV Eye" por The Stooges - "Ride into the Sun" por The Velvet Underground - "Heal Me, I'm Heartsick" por No Vacancy - "School of Rock" por School of Rock - "It's a Long Way to the Top (If You Wanna Rock 'n' Roll)" (AC/DC cover) por School of Rock - "Math Is a Wonderful thing" por Jack Black y Mike White - "Computer man" por Jack Black (Dewey toca y tararea esta canción en medio de la clase) |

## Recepción
Escuela de Rock fue muy bien recibida por la crítica, así como también la actuación de Black. Recibió un Certificado Fresh, con una calificación de 92% en Rotten Tomatoes, sobre la base de 186 opiniones, con una calificación promedio de 7.7/10, y les fue aún mejor con sus críticos más seleccionados: de un total de 36 comentarios, todos menos uno fueron positivos, lo que dejó a la película con una calificación de 97%, con un puntaje promedio de 8.2/10. En Metacritic, obtuvo una calificación de 82 sobre 100, lo que indica "reconocimiento universal".

### Ingresos en la taquilla
La película fue un éxito financiero. Se recaudaron 131 282 949 dólares en todo el mundo, casi cuatro veces su presupuesto, de 35 millones.

### Premios y nominaciones
La película fue nominada para varios premios. Jack Black fue nominado a un Globo de Oro en la categoría de Mejor Actor de Comedia o Musical y recibió un MTV Movie Award por Mejor Actuación en Comedia.

## Secuela
El 23 de mayo de 2008, Jack Black anunció que estaba trabajando en una secuela: "Realmente me gustaría hacerlo, la última fue grandiosa. Estamos pensando seriamente en ello, ya hay un guion. En un par de semanas tenemos que decidir si seguir adelante con el proyecto o no".
Variety informó el 13 de julio de 2008 que Richard Linklater sería el encargado de dirigir otra vez, y que Scott Rudin sería el productor. Mike White, quien escribió la primera, está escribiendo el guion, titulado Escuela de Rock 2: América Rocks, que empieza con Finn liderando un grupo de estudiantes de la escuela de verano en un viaje de campo que se adentra en la historia del rock 'n' roll, y explora las raíces de los géneros blues, rap, SFDK, country y otros.
Escuela de Rock 2: América Rocks fue confirmada por Paramount el 14 de julio de 2008. Sin embargo, el 5 de septiembre de 2008, Linklater dijo que la película "podría no ocurrir" en absoluto y que Paramount se había adelantado en dar la noticia.
El 16 de junio de 2009, mientras promocionaba su nueva película, Año Uno, Black comentó sobre el desarrollo de la película: "Sí, hay desarrollo. Ya veremos. No sé. Estoy un poco indeciso sobre hacer una segunda parte. Me divertí mucho haciendo la primera, sólo que no quiero hacer algo porque está ahí. Quiero hacerlo porque va a ser muy divertido o mejor que la primera".